# Aeropuerto Internacional Pedro el Grande de Vorónezh
Aeropuerto Internacional Pedro el Grande de Vorónezh (del ruso: Международный аэропорт Воронеж имени Петра Первого) (IATA: VOZ, ICAO: UUOO), también conocido como, es un aeropuerto ubicado 11 km al norte de Vorónezh, capital del óblast de Vorónezh, Rusia. Tiene estatus de aeropuerto internacional.

## Pista
Cuenta con una pista principal de hormigón en dirección 13/31 de 2.300 x 49 m (7.546 x 161 pies).
Existen también otras dos pistas de tierra, una en dirección 01/19, de 700 x 100 m (2.296 x 328 pies) y otra en dirección 03/21, de 650 x 60 m (2.132 x 197 pies), utilizadas para aviación deportiva.

## Aerolíneas y destinos
| Aerolíneas          | Destinos                                                          |
| ------------------- | ----------------------------------------------------------------- |
| S7 Airlines         | Novosibirsk Moscú                                                 |
| Pobeda (aerolínea)  | San Petersburgo Moscú                                             |
| Rossiya (aerolínea) | Moscú                                                             |
| RusLine             | San Petersburgo Sochi Moscú Kaliningrado Ekaterimburgo Gelendzhik |
| UVT Aero            | Kazán Nijnévatorsk                                                |
| Azimuth (aerolínea) | Krasnodar Mineralnye Vody Rostov del Don                          |
| IrAero              | Novy Urengoy Simferópol Sochi                                     |
| Nordwind Airlines   | Simferópol                                                        |
| NordStar            | Norilsk Sochi                                                     |

Válido el 1 de abril de 2021.